# لورن پرزکیان
لورن پرزکیان (انگلیسی: Lauren Parsekian؛ زادهٔ ۸ دسامبر ۱۹۸۶) بازیگر، کارگردان و تهیه‌کننده اهل ایالات متحده آمریکا است. وی از سال ۲۰۱۱ میلادی تاکنون مشغول فعالیت بوده‌است. پرزکیان توسط سازمان غیرانتفاعی کایند کمپینگ در سال ۲۰۰۹ کشف شد.

## حرفه
پارسکیان در سال ۲۰۰۹ کمپین مهربانی را تأسیس کرد، یک سازمان غیرانتفاعی و برنامه مدرسه ای که آگاهی از اثرات منفی و ماندگار قلدری دختران-علیه-دختران را به ارمغان می‌آورد. او کارگردانی و تهیه کنندگی مستند یافتن مهربان با تمرکز بر قلدری دختر به دختر را برعهده داشت.

## زندگی شخصی
پارسکیان ارمنی‌تبار است. پارسکیان در ۱ ژانویه ۲۰۱۲ با آرون پال در پاریس نامزد کرد. این دو در جشنواره کواچلا با هم آشنا شدند. آنها در ۲۶ مه ۲۰۱۳ در یک عروسی با موضوع کارناوال پاریس در دهه ۱۹۲۰ در مالیبو، کالیفرنیا ازدواج کردند. فاستر گروه د پیپل و جان مایر در این مراسم اجرا کردند. پارسکیان اولین دختر این زوج به نام استوری آنابل را در فوریه ۲۰۱۸ به دنیا آورد. پارسکیان در مارس ۲۰۲۲ به دومین فرزند این زوج، پسر رایدن کاسپین، متولد شد.